# 나카무라 슈고
나카무라 슈고(일본어: 仲村 宗悟, 1988년 7월 28일 ~ )는 일본의 남자 성우, 가수이다. 아크로스 엔터테인먼트 소속.
오키나와현 출신.

## 작품

### 극장판
- 2022년 더 퍼스트 슬램덩크